# Franz Thomas Weber
Pour les articles homonymes, voir Weber.
Franz Thomas Weber, né le 1er août 1761 à Augsbourg et mort le 2 juin 1828 dans la même ville, est un graveur et aquafortiste allemand.

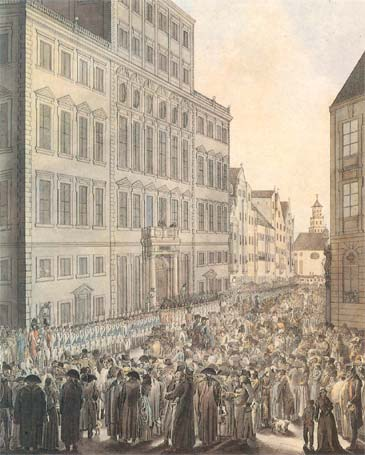
Soulèvement des tisserands d'Augsbourg en 1794, par Franz Thomas Weber

Ses dessins et gravures témoignent de l'histoire de la ville et de l'architecture d'Augsbourg. Entre 1818 et 1820, il notamment réalise un cycle de 71 œuvres consacrées aux bâtiments et lieux d'Augsbourg.
Les représentations de personnes ne sont généralement que des éléments de décor dans ces œuvres. Son dessin à la plume coloré sur la révolte des tisserands d'Augsbourg en 1794 documente cependant également un événement de l'actualité ; il montre comment la protestation des tisserands d'Augsbourg, qui craignaient pour leur existence en raison de l'importation de cotons des Indes orientales, a été définitivement réprimée par les troupes du cercle impérial souabe.
Weber illustre également des romans, par exemple Die Schöne Abellina, publiée à Vienne, chez Haas, en 1799 et traduite en français en 1803.